# ديلا جونز
ديلا جونز (بالإنجليزية: Della Jones)‏ هي مغنية ومغنية أوبرا بريطانية، ولدت في 13 أبريل 1946 في Tonna, Neath ‏ في المملكة المتحدة.

## وصلات خارجية
- ديلا جونز على موقع IMDb (الإنجليزية)
- ديلا جونز على موقع ميوزك برينز (الإنجليزية)
- ديلا جونز على موقع أول ميوزيك (الإنجليزية)
- ديلا جونز على موقع ديسكوغز (الإنجليزية)
- ديلا جونز على موقع قاعدة بيانات الفيلم (الإنجليزية)